# Oost-Chinese Zee
De Oost-Chinese Zee is een zee die deel uitmaakt van de Grote Oceaan en wordt omringd door Volksrepubliek China, Japan, Zuid-Korea en Taiwan. De oppervlakte is ongeveer 1.200.000 km². In Zuid-Korea wordt de Oost-Chinese Zee soms Zuidelijke Zee genoemd. 
Het grootste deel van de Oost-Chinese Zee is ondiep; bijna driekwart ervan is minder dan 200 meter diep en de gemiddelde diepte is 350 meter. De maximale diepte wordt bereikt in de Okinawa-trog: 2.716 meter. Het noordelijk deel van de zee, tussen China en het Koreaans schiereiland, wordt de Gele Zee genoemd. In het zuiden wordt de zee begrensd door de Riukiu-eilanden. Ten zuiden daarvan ligt de Filipijnenzee en ten zuidwesten van de zee ligt de Straat van Taiwan die toegang geeft tot de Zuid-Chinese Zee. In het oosten ligt tussen het Koreaans Schiereiland en Japan de Straat Korea die de zee verbindt met de Japanse Zee.
De Oost-Chinese Zee is een locatie van territoriale geschillen tussen de Volksrepubliek China en Japan, in het bijzonder rond de Senkaku-eilanden, door China de Diaoyu-eilanden genoemd. Deze onbewoonde eilandjes worden door beide landen geclaimd omwille van onderzeese olievoorraden. Ook het luchtruim boven de zee wordt betwist: China eist sinds 23 november 2013 onderwerping door buitenlandse vliegtuigen aan de Chinese verkeersleiding.